# 주니어 어치브먼트

주니어 어치브먼트(Junior Achievement)는 JA(Junior Achievement)는 1919년 미국에서 설립되어 전 세계 123개국에서 청소년들에게 무료로 경제교육을 진행하는 단체로, 유엔 경제사회이사회로부터 특정분야 협의지위를 부여받은 국제 NGO이다. 매년 전 세계에서 40만명의 JA 자원봉사자들이 417,216학급, 10,521,164명의 학생들에게 살아있는 경제지식을 가르치고 있다(2015년 기준). Junior Achievement는 미국 동해안에 있는 학생들을 위한 방과후 비지니스 클럽의 소규모 집합체로서 시작되었다. JA Worldwide는 매사추세츠주 보스턴에 위치해 있다.
JA Korea(제이에이 코리아)는 청소년들에게 올바른 사회 인식의 틀을 만들어주며, 시장 경제 및 기업경영 등에 관한 체험교육을 통해 미래 자신의 삶을 스스로 개척할 수 있는 역량을 키워주기 위해, 2002년 10월 국가경영전략연구원(이사장 강경식 전 경제부총리)이 설립하였다.
JA Korea는 유아부터 대학교까지 체계적인 커리큘럼을 가지고 교육하는 국내 유일의 경제교육 전문 비영리단체로, 경제, 금융, 진로 및 창업 등 다양한 분야의 교육을 통해 청소년들이 성공적인 삶을 살 수 있도록 돕고 있으며, 경제교육 봉사단 운영을 통해, 대학생, 직장인 및 은퇴자들이 경제교사가 되어 청소년을 가르치는 교육 기부, 지식 나눔 봉사활동의 기회를 제공하고 있다. 모든 교육은 기업, 재단, 개인의 후원을 받아 100% 무료로 이루어지고 있으며, 학교 내에서 이루어지는 경제교육 외에 국내외 여러 기업들과 함께 소외 지역 소외 계층을 위한 다양한 사회공헌사업을 진행하고 있다.
JA Korea는 교육과학기술부로부터 교육기부기관으로 인증을 받았으며, 그간 경제교육에 기여한 공로로 부총리 겸 재정경제부장관 표창, 서울시장 표창, 보건복지부장관 감사패 등을 받았고, 최우수경제교육상, 경향금융교육대상, 한국사회공헌대상, 한국경제교육대상(기획재정부장관상), 교육기부대상, 투명경영대상, 시장경제대상, 보건복지부장관 표창 등을 수상했다.
JA Korea는 2002년 설립 이래 2015년까지 61,283명의 JA Korea 자원봉사자가 전국에서 총 1,041,920명에게 경제교육을 실시했다.